# Enrique Kossi
Enrique Kozlowski (Buenos Aires, 31 de diciembre de 1930-Buenos Aires, julio de 2007), más conocido como Enrique Kossi, fue un actor argentino que se destacó en el cine y en la televisión componiendo, generalmente, personajes malvados.

## Carrera artística
Personaje duro en varias películas, Kossi inició su carrera en la década del '40 integrando un trío de acróbatas y más tarde hizo patinaje sobre hielo en el Palacio de Aluminio. En 1956 fue convocado por Leo Fleider para cumplir un pequeño papel en Amor a primera vista, donde participaron Osvaldo Miranda y Nelly Láinez. Luego cumplió papeles de apoyo integrando los elencos de films como La casa del ángel o Alfonsina. En 1958 participó brevemente en la producción uruguaya-argentina Rosaura a las diez, éxito rotundo protagonizado por María Luisa Robledo y Juan Verdaguer.
Ese mismo año realizó su primer protagónico en la inédita El hombre y su noche, de Carlos Orgambide y luego de filmar Detrás de un largo muro, fue encasillado en papeles de villano, y tuvo éxito en películas como Juan Manuel de Rosas. A finales de los años 1950 acompañó a Pinky y a Elsa Daniel en La caída, y cumplió buenos labores en películas de temas serios como Los acusados y El crack y secundó a José Marrone y a Luis Sandrini en Rebelde con causa y Mi esqueleto, dirigidas por grandes directores como Antonio Cunill (h), Lucas Demare, entre otros. Además realizó buenas labores en Interpol llamando a Río y Aconcagua en los años '60.
Con una gran popularidad, incursionó en una de las versiones de Alta Comedia, en 1975, en el episodio Nocturno. En televisión interpretó a Pedro Vardás en El gato y Mañana puedo morir, que tuvieron gran taquilla. Encabezó en el viejo Canal 7 el ciclo de TV El Capitán Minerva e integró los elencos de programas como Distrito Norte y Operación Cero. Fue uno de los protagonistas del teleteatro Ocho estrellas en busca del amor.
A partir de la década de 1980 fue encasillado en roles más breves e incursionó en filmes picarescos, entre ellos Los superagentes y la gran aventura del oro, con Julio de Grazia y Susana Traverso. Participando en películas de escaso éxito, continuó cumpliendo labores en el medio televisivo en los ciclos Bianca, Yolanda Luján, Alguien como usted y Claudia Morán, con un gran elenco de artistas. A fines de los años 1980 se produjo casi su retiro definitivo, y en 1991 realizó su última labor actoral en el cine en Delito de corrupción, de Enrique Carreras, donde compuso el personaje de un forense.
En teatro tuvo una gran carrera, destacándose en obras como Testigo para la horca, con Amelia Bence, Vigilia de armas, en el Teatro Astral, La tía de Carlos, con Pablo Palitos, Testigo de cargo, Dulce pájaro de juventud, Los invertidos, de Homero Cárpena, Holgazán y vagabundo, Promesas, promesas, entre otras.
Retirado de la actividad artística, residió en Buenos Aires, donde a los 76 años falleció de una larga enfermedad en julio de 2007. Estuvo casado con la actriz Yuki Nambá con quien tuvo un hijo.

## Filmografía
- Delito de corrupción (1991)
- La bailanta (1988)
- Luna caliente (1985)
- Sucedió en el fantástico Circo Tihany (1981)
- Los superagentes y la gran aventura del oro (1980)
- La aventura explosiva (1976)
- Juan Manuel de Rosas (1972)
- Ahorro y préstamo para el amor (1965)
- Aconcagua (rescate heroico) (1964)
- Lindor Covas, el cimarrón (1963)
- Interpol llamando a Río (1962)
- Mate Cosido (1962)
- Rebelde con causa (1961)
- El crack (1960)
- Los acusados (1960)
- En la ardiente oscuridad (1959)
- Mi esqueleto (1959)
- La caída (1959)
- Procesado 1040 (1958)
- Detrás de un largo muro (1958)
- Rosaura a las diez (1958)
- El hombre y su noche (inédita - 1958)
- Alfonsina (1957)
- Fantoche (1957)
- La casa del ángel (1957)
- Amor a primera vista (1956)

## Televisión
- Mis queridas mujercitas (1968)